# 빅토르 마누엘 페르난데스
빅토르 마누엘 페르난데스 구티에레스(스페인어: Víctor Manuel Fernández Gutiérrez, 1974년 4월 17일, 에스트레마두라 주 메리다 ~)는 줄여서 빅토르(스페인어: Víctor)로도 알려진 스페인의 전직 축구 선수이다. 주로 스트라이커로 활약하던 그는 후방 공격 자원으로 기용될 수도 있었다.
18시즌에 걸쳐, 그는 스페인 축구의 모든 리그를 통틀어 561번의 경기에 출전했고, 167골을 기록했다. (이 중 라 리가에서 342경기에 출전 93골을 기록했다.) 그는 바야돌리드에서 두 번에 걸쳐 9년을 활약했고, 비야레알에서도 4년을 활약했다.

## 클럽 경력
빅토르는 에스트레마두라 주 메리다 출신으로 레가네스의 유소년부를 졸업해 레알 마드리드 카스티야 소속으로 성인 무대 신고식을 치렀고, 테네리페 소속으로 첫 라 리가 경기를 치렀으나, 1년 반에 걸친 이 기간 동안 그리 큰 성과를 올리지 못했다. 2년차 말에, 그는 세군다 디비시온의 톨레도에서 활약했다.
1996-97 시즌, 빅토르는 바야돌리드에 입단해 첫 해에 1부 리그 경기에서 16골을 기록했고, 구단이 리그 7위의 준수한 성적을 거두도록 도왔고, 비야레알 소속으로 4년을 보내면서 주전으로 활약해 처음 2년 동안 도합 28번 골망을 흔들었다. 2000년 6월 5일, 그는 비야레알과 1.4M ptas 가치의 7년 계약을 맺었다.
2004년, 빅토르는 비야레알에서 전력 외로 밀려나면서 바야돌리드로 복귀했고, 중앙 공격수 호세바 요렌테와 3년을 동행하며 2008년에 1부 리그 잔류에 힘을 보탰다.
2009년 7월, 1,956분 동안 29경기 출전해 5골을 기록하며 카스티야 이 레온 연고 구단의 잔류를 도운 후, 35세의 빅토르는 계약 연장 제의를 받지 못해 구단을 떠났다. 그 다음 주, 그는 세군다 디비시온 승격 새내기 카르타헤나와 1년 계약을 체결했다.
빅토르는 무르시아 연고 구단 1년차에 리그에서 9골을 기록했고, 이듬해에는 12골로 소속 구단의 잔류를 도왔다. 2011년 7월, 37세의 노장은 3부 리그의 친정 레가네스와 1년 계약을 맺고 복귀했다.

## 국가대표팀 경력
빅토르는 스페인 국가대표팀 경기에 1번 출전했는데, 그는 2000년 2월 23일에 스플리트에서 열린 크로아티아와의 친선경기에서 루이스 엔리케와 교체되어 들어가 출전했고, 결과는 0-0 무승부였다.

## 감독 경력
2012년 4월, 빅토르는 현역에서 은퇴하고 시즌 말까지 레가네스의 감독이 되었다. 그는 임기에 3승 1무로, 테르세라 디비시온 강등을 막았다.
2015년 6월 29일, 빅토르는 3부 리그에 속한 전 소속 구단 카르타헤나의 감독이 되었다. 그는 2016년 2월 1일에 7경기 무승으로 2년 계약이 조기에 끝났다.

## 수상
비야레알
- UEFA 인터토토컵: 2003, 2004